# Cinnamomum paiei
Cinnamomum paiei är en lagerväxtart som beskrevs av André Joseph Guillaume Henri Kostermans. Cinnamomum paiei ingår i släktet Cinnamomum och familjen lagerväxter. Inga underarter finns listade i Catalogue of Life.